# Морські кампанії Чака Бея
Морські кампанії Чака Бея, Морські кампанії Цахаса — серія військових дій новостворених військово-морських сил сельджуцького еміра Чака Бея (тур. Çaka Bey) в районах Егейського та Мармурового моря, кульмінацією яких стала облога Константинополя взимку 1090-1091 років. Епізод Візантійсько-сельджуцьких війн.

## Передумови
У другій половині ХІ століття римські василевси та претенденти на владу, часто використовували сельджуцькі сили, в якості найманців та союзників у внутрішній боротьбі. Один із них, колишній полонений Никифора III Чака Бей (грецькою мовою це ім'я інтерпретувалось як Цахас (грец. Τζαχᾶς)), перейшов на службу до імператора та отримав титул «протонобіліссіма». Проте після зміщення Никифора та обрання Алексія I Комнина, Чака Бей, очевидно в силу ворожнечі з Алексієм, покидає межі імперії. Після смерті першого султана Руму Сулеймана ібн Кутулмиша його колишні еміри почали створювати свої власні незалежні володіння. Чака Бей, як один із них, заснував емірат на іонійському узбережжі Егейського моря із центром у Смірні. Тут він розпочав будівництво флоту, що став першим флотом турків у Анатолії. Метою нового еміра стала війна із Візантією та здобуття Константинополя.

## Хід подій
Флот Чака Бея із 50 кораблів, здійснив ряд своїх перших походів внаслідок яких сульджуки у 1089 році здобули острів Лесбос та у 1090 Хіос, коло якого розбили флот Візантії під керівництвом Никети Кастамонідеса. Розуміючи складність облоги Константинополя, Чака Бей вступив у союз із печенігами — ще одним тюркським народом, що здійснював напади на північну частину Балканського півострова. Взимку між 1090 та 1091 роками, емір розпочав узгоджену із печенігами атаку на столицю, котра опинилась у облозі, з одного боку з моря — флотом сельджуків, а з іншого печенігами, котрі підступили до сухопутних стін міста із Заходу. В цей же час візантійський талассократор Константин Даласенос відвойовує Хіос. У 1091 році морські сили сельджуків завоювали острови Самос і Родос та почали воєнні дії у Мармуровому морі. Щойно обраний імператор Алексій І вступив у переговори із половцями про спільну боротьбу із печенігами. У квітні 1091 року у битві під горою Левуніон у Фракії спільна римсько-половецька армія, перемогла печенігів, внаслідок чого облога Константинополя з суші була знята. Після звістки про поразку і відступ своїх союзників, флот Чака Бея також покинув стіни Константинополя. У 1092 році Даласенос та Іоанн Дука атакували Мітилену — ключову фортецю Лесбосу. Після тримістячної облоги сельджуки змушені були покинути і цей острів. У 1093 році Чака Бей здійснив напад на порт Абідос у потоці Геллеспонт, однак внаслідок угоди між Алексієм та Килич-Арсланом останній відволік еміра Смірни воєнними діями у нього в тилу. Внаслідок подальших атак Даласелоса, майже весь сельджуцький флот був знищений. Скориставшись моментом, Алексій уклав мирні угоди із еміром Нікеї Абул-Касимом та новим султаном Руму Килич-Арсланом. Згодом Алексію вдалось викликати суперництво між різними сельджуцькими володарями і остаточно ослабити їх натиск на імперію та ізолювати Чака Бея.

## Подальший розвиток
В подальшому, наступник Алексія — Іоанн II продовжив військові дії проти прибережних володінь сельджуків і коло 1143 вони втратили контроль над узбережжям. Наступний імператор Мануїл І побудував близько 200 кораблів, укріпивши позиції держави ромеїв на морі. Сельджуки повернулись на узбережжя Анатолії лише у середині XIV століття.

## Зауваги
1. ↑  Ця подія відбулась 19 травня 1090 року
2. ↑  Кількість половців, які брали в ній участь, налічувала коло 40 000 чоловік
3. ↑  Під час І Хрестового походу, ослаблені політикою Алексія сельджуцькі держави булирозбиті хрестоносцями